# Rhyparus
Rhyparus är ett släkte av skalbaggar. Rhyparus ingår i familjen Aphodiidae.

## Dottertaxa tillRhyparus, i alfabetisk ordning[1]
- Rhyparus adebratti
- Rhyparus anneae
- Rhyparus approximans
- Rhyparus azumai
- Rhyparus birmanicus
- Rhyparus blantoni
- Rhyparus breviceps
- Rhyparus burckhardti
- Rhyparus chinensis
- Rhyparus clavipes
- Rhyparus comorianus
- Rhyparus costaricensis
- Rhyparus danielssoni
- Rhyparus denieri
- Rhyparus dentatus
- Rhyparus denticollis
- Rhyparus desjardinsi
- Rhyparus edieae
- Rhyparus gracilis
- Rhyparus helophoroides
- Rhyparus henryi
- Rhyparus ironensis
- Rhyparus isidroi
- Rhyparus kinabalu
- Rhyparus kitanoi
- Rhyparus klapperichorum
- Rhyparus magnus
- Rhyparus mexicanus
- Rhyparus micros
- Rhyparus minor
- Rhyparus mokaiensis
- Rhyparus multipunctatus
- Rhyparus nepalensis
- Rhyparus nilgirensis
- Rhyparus obsoletus
- Rhyparus occidentalis
- Rhyparus octovirgatus
- Rhyparus opacus
- Rhyparus peninsularis
- Rhyparus philippinensis
- Rhyparus pseudominor
- Rhyparus rugatus
- Rhyparus saundersi
- Rhyparus schachti
- Rhyparus sculpturatus
- Rhyparus sepikensis
- Rhyparus sinewitensis
- Rhyparus sogai
- Rhyparus spangleri
- Rhyparus spilmani
- Rhyparus striatus
- Rhyparus sumatrensis
- Rhyparus suspiciosus
- Rhyparus suturalis
- Rhyparus verrucosus
- Rhyparus xanthi
- Rhyparus zayasi